# Henry Cecil Sturt
Henry Cecil Sturt (* 14. Juni 1863 in Sheen Vale, Mortlake, Surrey; † 13. Dezember 1946 in Oxford) war ein englischer Philosoph.

## Leben
Sturt arbeitete sieben Jahre am British Museum, bevor er 1898 nach Oxford ging. Er war von 1898 bis 1908 Sekretär der Oxford Philosophical Society. Von 1900 bis 1921 war er Sekretär der Mind Association, die für die finanzielle Absicherung der philosophischen Zeitschrift Mind sorgte. Er wirkte in Oxford, hatte aber keinerlei offizielle Lehrverpflichtungen an der dortigen Universität. Lediglich von 1925 bis 1931 war er Philosophie-Tutor für Schüler, die aber nicht zu einem College gehörten.

## Werke
- Henry Cecil Sturt: Preface. In: Henry Cecil Sturt (Hrsg.): Personal Idealism. London: Macmillan 1902, v - viii
- Henry Cecil Sturt: Art and Personality. In: Henry Cecil Sturt (Hrsg.): Personal Idealism. London: Macmillan 1902, 288 - 335
- Henry Cecil Sturt: Idola theatri. A criticism of Oxford thought and thinkers from the standpoint of personal idealism. 1906
- Henry Cecil Sturt: The Idea of a Free Church. 1909
- Henry Cecil Sturt: The principles of understanding. An introduction to logic from the standpoint of personal idealism. Cambridge: University Press 1915
- Henry Cecil Sturt: Socialism and Character. 1922
- Henry Cecil Sturt: Human Value: An Ethical Essay. 1923
- Henry Cecil Sturt: Moral Experience. 1928